# Volker Neuhaus
Volker Neuhaus (* 8. September 1943 in Breslau; † 5. Januar 2025 in Osnabrück) war ein deutscher Germanist und Professor für Neuere Deutsche und Vergleichende Literaturwissenschaft am Institut für deutsche Sprache und Literatur der Universität zu Köln.
Neuhaus studierte von 1962 bis 1968 Germanistik, Evangelische Theologie und Vergleichende Literaturwissenschaft in Bonn und Zürich und schloss sein Studium 1967 mit dem Staatsexamen ab. 1968 folgte die Promotion, 1975 die Habilitation. Von 1968 bis 1977 war er zunächst Referent, dann Abteilungsleiter für Literatur und bildende Kunst beim Kulturkreis des Bundesverbandes der Deutschen Industrie e. V. (BDI). Von 1977 bis zu seiner Emeritierung im Jahre 2008 lehrte er als Professor für deutsche Literatur an der Universität zu Köln. Als Lehrbeauftragter lehrte er an der Universität Osnabrück.
Volker Neuhaus war von 2007 bis 2011 Vorsitzender der Kölner Ortsvereinigung der Goethe-Gesellschaft e. V. Er starb 81-jährig in Osnabrück, wo er nach seiner Emeritierung aus familiären Gründen zuletzt lebte.

## Tätigkeitsschwerpunkte
Zu den Schwerpunkten der wissenschaftlichen Arbeit von Volker Neuhaus gehörten die Beschäftigung mit den Werken von Johann Wolfgang von Goethe und Günter Grass, dessen Werkausgaben Neuhaus herausgab, sowie die Detektivromanforschung. Von 1986 bis 2005 war er Herausgeber von DuMont's Kriminal-Bibliothek.

## Werke (Auswahl)
- Typen multiperspektivischen Erzählens. Böhlau, Köln/Wien 1971 (Buchausgabe der Dissertation), ISBN 3-412-00871-0
- Der zeitgeschichtliche Sensationsroman in Deutschland 1855-1878. „Sir John Retcliffe“ und seine Schule. E. Schmidt, Berlin 1980 (Buchausgabe der Habil.-Schrift), ISBN 3-503-01628-7
- Günter Grass. 2., überarb. und erw. Auflage. Metzler, Stuttgart 1993 (Sammlung Metzler Bd. 179), ISBN 3-476-12179-8
- Schreiben gegen die verstreichende Zeit. Zu Leben und Werk von Günter Grass. dtv, München 1997, ISBN 978-3-423-12445-4
- Andre verschlafen ihren Rausch, meiner steht auf dem Papiere. Goethes Leben in seiner Lyrik. DuMont, Köln 2007, ISBN 978-3-8321-7985-4
- Gipfelgespräche mit Martin Luther. Johann Wolfgang von Goethe, Thomas Mann und Günter Grass, Marixverlag, Wiesbaden 2017, ISBN 978-3-7374-1066-3
- Die Bibel. Entstehung – Bedeutung – Wirkung, Marixverlag, Wiesbaden 2019, ISBN 978-3-7374-1110-3

## Belege
1. ↑  Druckausgabe Kölner Stadt-Anzeiger Seite 19 Kultur vom 7. Februar 2025:  Germanist Volker Neuhaus ist gestorben, von Markus Schwering (MaS)
2. ↑  Wir trauern vom 1. Februar 2025, abgerufen am 1. Februar 2025
3. ↑  Universität Osnabrück, Institut für Germanistik: Lehrende. Abgerufen am 9. August 2018.
4. ↑  Universität Osnabrück, Institut für Germanistik: Universitätsprofessor Dr. phil. Volker Neuhaus. Abgerufen am 9. August 2018.
5. ↑  Wir trauern vom 1. Februar 2025: Traueranzeige des Vorstands der Goethe-Gesellschaft, abgerufen am 25. Februar 2025
6. ↑  Druckausgabe Kölner Stadt-Anzeiger Seite 19 Kultur vom 7. Februar 2025:  Germanist Volker Neuhaus ist gestorben, von Markus Schwering (MaS)

| Personendaten    | Personendaten       |
| ---------------- | ------------------- |
| NAME             | Neuhaus, Volker     |
| KURZBESCHREIBUNG | deutscher Germanist |
| GEBURTSDATUM     | 8. September 1943   |
| GEBURTSORT       | Breslau             |
| STERBEDATUM      | 5. Januar 2025      |
| STERBEORT        | Osnabrück           |